# Электронный сквозной визир
Электро́нный сквозно́й визи́р, LiveView (англ. Live view, live preview — «живой просмотр») — технология сквозного беспараллаксного визирования в цифровых фотоаппаратах, основанная на электронном видоискателе, заменяющем оптический визир. Изображение, формируемое матрицей камеры, в реальном времени передаётся на дисплей, и используется для кадрирования и фокусировки. В качестве экрана может выступать жидкокристаллический дисплей камеры или внешний монитор.
Функция предпросмотра в реальном времени имеется на большинстве компактных цифровых, псевдозеркальных и беззеркальных фотоаппаратов. В конце 2000-х годов такая технология появилась и в цифровых зеркальных фотоаппаратах, до этого оснащавшихся только оптическим визиром.

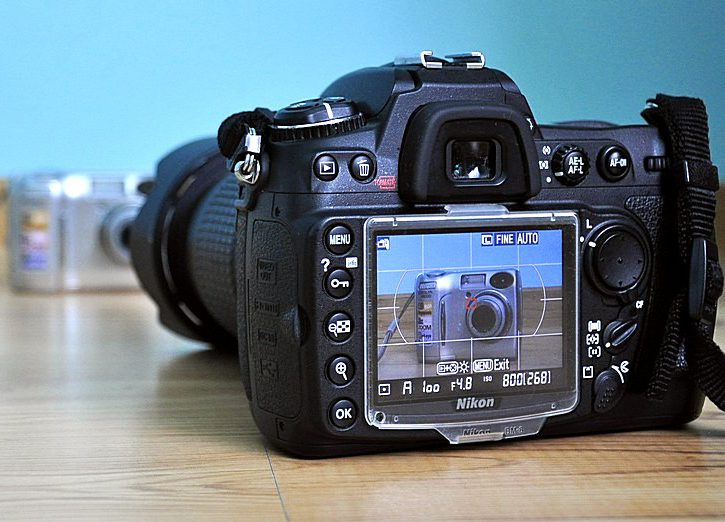
Изображение на дисплее цифрового зеркального фотоаппарата в режиме Live View

## История технологии
Электронный способ визирования впервые начал применяться в телевизионных передающих камерах, оснащавшихся небольшим кинескопом для просмотра формируемого изображения. В фотографии такая технология может быть реализована только в цифровых фотоаппаратах, снабжённых жидкокристаллическим дисплеем для вывода изображения. В первых видеофотоаппаратах и цифровых камерах дисплей отсутствовал, и реализация режима предпросмотра стала возможна лишь в 1995 году в моделях «Casio QV-10» и «Ricoh RDC-1», снабжённых простейшим ЖК-экраном.
Изначально этот способ визирования использовался только на компактных (не зеркальных) камерах. В зеркальной аппаратуре прямая реализация электронного сквозного визирования невозможна, поскольку кроме затвора матрица закрыта подвижным зеркалом. Поэтому первой камерой со сквозным оптическим визиром и поддержкой LiveView в 2000 году стал псевдозеркальный «Olympus E-10» с неподвижным полупрозрачным зеркалом, пропускающим свет к матрице непрерывно. В зеркальной камере «Fujifilm FinePix S3 Pro» режим был впервые реализован в 2004 году. При этом на экран выводилось только чёрно-белое изображение в течение максимум 30 секунд.
В начале 2005 года был выпущен первый цифровой зеркальный фотоаппарат со сменной оптикой и полноценной функцией LiveView — «Canon EOS 20Da», мелкосерийная модель, предназначенная для астрофотографии. Для возможности сквозного визирования фотоаппарат переводился в специальный режим, когда затвор постоянно открыт, а зеркало поднято, не препятствуя проходу света к матрице. В 2006 году появился первый массовый зеркальный фотоаппарат с функцией предпросмотра — Olympus E-330. Источником видеосигнала для визира выступала дополнительная матрица уменьшенного размера, отбор света к которой осуществлялся полупрозрачной гранью призмы в оптическом тракте. После перепрошивки фотоаппарат в течение нескольких секунд позволял просматривать изображение и с основной матрицы.
C 2007 года технология LiveView применяется в цифровых зеркальных камерах повсеместно. Также этот режим применяется во всех беззеркальных фотоаппаратах. Кроме повышения удобства визирования, в том числе дистанционного, режим позволяет осуществлять видеозапись, а в новейших беззеркальных моделях и технологию «обратная петля». Непрерывная съёмка с высокой частотой в этом режиме даёт возможность регистрации событий, произошедших до нажатия на спусковую кнопку.

## Типы предпросмотра
Существует две разновидности предпросмотра, отличающиеся видом будущего снимка на экране дисплея. Первая, практически вышедшая из употребления разновидность позволяет осуществлять только кадрирование, никак не отображая отклонения от правильной экспозиции. Это достигается за счёт электронного преобразования формируемого матрицей изображения, которое всегда выглядит нормально экспонированным. Полученный в результате съёмки файл может сильно отличаться от наблюдаемого на экране из-за неправильных экспозиционных параметров. Несмотря на очевидный недостаток, такой тип предпросмотра позволяет более детально рассматривать изображение при съёмке в условиях недостаточного освещения, полагаясь на экспозиционную автоматику.
Второй способ, получивший неофициальное название «симуляция экспозиции», отображает будущий снимок без какой-либо цифровой коррекции. В случае недодержки изображение на экране выглядит слишком тёмным, а в случае передержки — излишне светлым. Такое отображение даёт возможность оперативной коррекции параметров съёмки на основе индикации дисплея и используется в зеркальной и беззеркальной аппаратуре классов выше потребительского.

## Камеры без оптического визира
На сегодняшний день известны несколько категорий фотоаппаратуры, в которых отсутствует оптический видоискатель из-за наличия электронного. Это компактные, псевдозеркальные и беззеркальные фотоаппараты, а также камеры семейства Sony Alpha SLT. В последних использовано неподвижное полупрозрачное зеркало, перенаправляющее 30 % светового потока на детектор фазового автофокуса, а визирование происходит по ЖК-дисплею окулярного типа. Некоторые модели аппаратуры этих типов могут оснащаться оптическим визиром телескопического типа, однако чаще всего он отсутствует.

## Цифровые зеркальные фотоаппараты
До 2006 года единственным способом визирования на цифровых зеркальных фотоаппаратах являлось использование зеркального видоискателя.
После появления в 2006 году фотоаппарата Olympus E-330 с предпросмотром на экране в реальном времени все крупные производители фототехники, такие как Canon, Nikon, Sony, Pentax, Panasonic и др., начали производство камер с возможностью использования в качестве видоискателя как пентапризмы, так и экрана.
Функция Live View появилась также в зеркальном фотоаппарате Leica S2 среднего формата и цифровых задниках Leaf Credo II для зеркальной аппаратуры.

## Сравнение с другими видами визирования

### Визирование в реальном времени
+ При надлежащем устройстве микропрограммы фотоаппарата может заменить репетир диафрагмы.
+ Возможны довольно сложные программы экспонометрии и автофокуса (например, угадывание жанра снимка, фокусировка на лицах).
+ С поворотным экраном годится для съёмки со сложных ракурсов.
+ Наиболее простое устройство фотоаппарата.
+ Не зависит от типа объектива.
+ Можно точно кадрировать изображение прямо при съёмке; удобно для бытовой фотографии.
+ Годится для макросъёмки.
− Матрица перегревается и начинает шуметь.
− Максимальный расход энергии.
− Ручная фокусировка может быть затруднена.
− Работает с задержкой, ограниченно применимо при съёмке динамичных сцен.
− Зачастую автофокус медленный контрастный. На 2016 год только начинают вырабатываться механизмы быстрого автофокуса. Например: часть пикселей матрицы (несколько тысяч, то есть порядка 0,1 %) наполовину зачерняют, они являются автофокусными и светлое/тёмное изображение на них говорит, что надо сместить объектив в ту или иную сторону.

### Визирование по телескопическому видоискателю
+ Наилучшее для динамичных сцен — минимальная задержка затвора.
+ Изображение в видоискателе никогда не исчезает; наиболее удобна съёмка с проводкой.
− Захватывает некоторую долю изображения; может потребоваться кадрирование.
− Имеет параллакс, неприменимо для макросъёмки.
− Применимо только для фотоаппаратов с несменным объективом.
− Непригодно для съёмки со сложных ракурсов.
− В этом режиме также используется матрица фотоаппарата — а значит, обладает всеми минусами визирования в реальном времени.
− Ручная фокусировка возможна только для дальномерных фотоаппаратов.
− Используется в компактных камерах и потому нет трансляции параметров съёмки в видоискатель.

### Зеркальный видоискатель
+ Позволяет снимать динамичные сцены.
+ Технология фазового автофокуса давно отработана, он действует быстро и точно.
+ Не зависит от типа объектива.
+ Пригодно для макросъёмки, но с ограничениями.
+ Пригодно для съёмки с проводкой, но надо приучить себя не останавливать проводку, когда изображение в видоискателе исчезает.
+ Ручная фокусировка возможна (хотя для лучшего результата желательно клиновое устройство или микрорастр).
+ Матрица в процессе визирования не работает, а значит, не перегревается и не шумит.
− Захватывает некоторую долю изображения; может потребоваться кадрирование.
− Непригодно для съёмки со сложных ракурсов.
− Очень сложное устройство фотоаппарата.
− Фокусировка возможна только в определённых точках (от 9 до нескольких десятков).